# Orchamps-Vennes
Orchamps-Vennes is een gemeente in het Franse departement Doubs (regio Bourgogne-Franche-Comté). De plaats maakt deel uit van het arrondissement Pontarlier. Orchamps-Vennes telde op 1 januari 2022 2.180 inwoners.

## Geografie
De oppervlakte van Orchamps-Vennes bedraagt 24,79 vierkante kilometer; de bevolkingsdichtheid is 87 inwoners per km² (per 1 januari 2019).
De onderstaande kaart toont de ligging van Orchamps-Vennes met de belangrijkste infrastructuur en aangrenzende gemeenten.

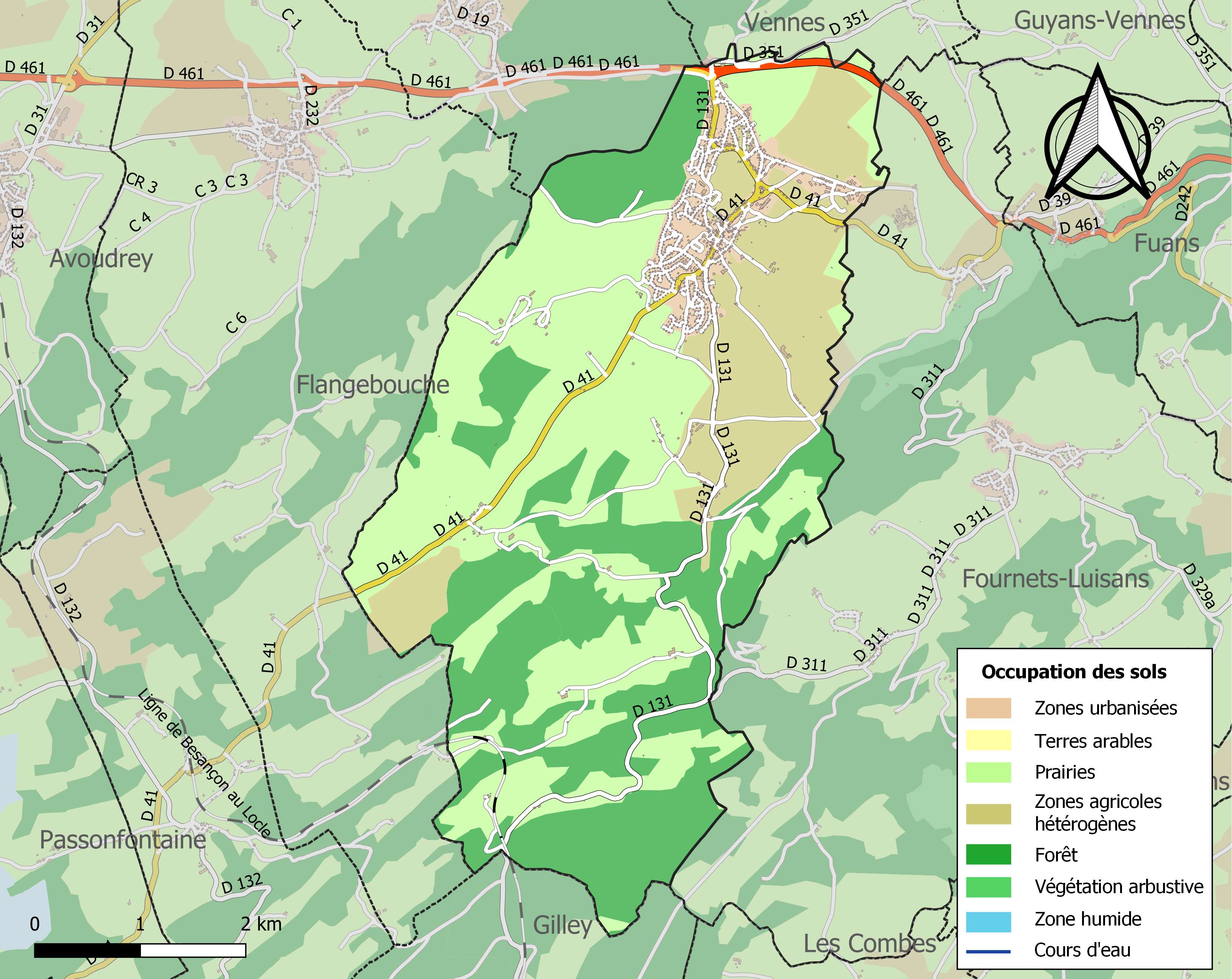

## Demografie
Onderstaande figuur toont het verloop van het inwonertal (bron: INSEE-tellingen).